# Carol al IV-lea al Spaniei
Carol al IV-lea (n. 11 noiembrie 1748, Portici, Campania, Italia – d. 20 ianuarie 1819, Roma, Statele Papale) a fost rege al Spaniei din 14 decembrie 1788 până la abdicarea sa din 19 martie 1808.

## Domnie

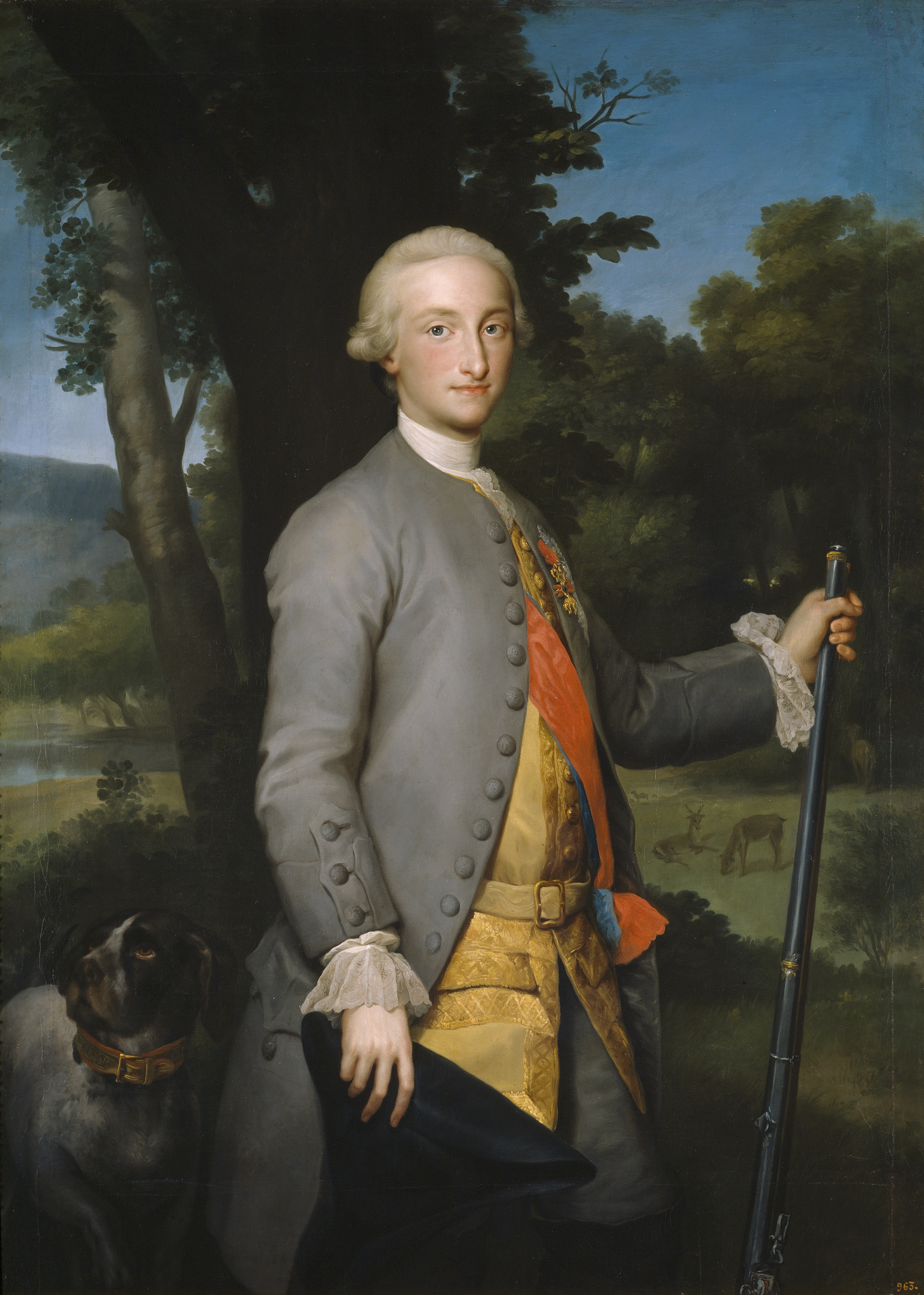
Carol al IV-lea, ca Prinţ de Asturias, (1765), de Anton Raphael Mengs.

Carol a fost al doilea fiu al regelui Carol al III-lea și a soției lui Maria Amalia de Saxonia. S-a născut la Portici, în timp ce tatăl său era rege al Celor Două Sicilii. Fratele lui mai mare Don Felipe a fost sărit de la succesiune din cauza retardului mental și a epilepsiei.
În 1788, Carol al III-lea a murit iar Carol al IV-lea i-a succedat la tron. Chiar dacă el credea profund în sanctitatea monarhiei și a păstrat aparențele unui monarh absolut și puternic, a luat parte doar pasiv la direcția urmată de guvernul său, și a preferat să se ocupe de vânătoare. Guvernarea a lăsat-o soției lui și primului ministru.
În 1792, Maria Luisa a reușit să-l înlăture pe Contele de Floridablanca din funcție și l-a înlocuit cu Contele de Aranda, șeful partidului aragonez. Cu toate acestea, în urma războiului împotriva Revoluției franceze, liberalul Conte de Aranda a fost înlocuit cu Manuel de Godoy, un favorit al reginei și un presupus amant. Godoy continuat politica Aranda de neutralitate față de Franța dar după ce Spania a protestat împotriva executării regelui Ludovic al XVI-lea al Franței în 1793, Franța a declarat război Spaniei și, în 1795, Godoy a fost forțat să încheie o alianță și să declare război Marii Britanii.
În 1803, după ce variola a afectat-o pe fiica lui, infanta María Luísa, regele a comandat doctorului său Francisco Javier de Balmis să ducă vaccinul în coloniile spaniole pe cheltuiala statului.
Spania a rămas un aliat al Franței și a sprijinit "Blocada Continentală" până la victoria navală britanică de la Trafalgar. Totuși, după victoria lui Napoleon asupra Prusiei în 1807, Godoy a orientat din nou Spania înapoi spre partea franceză. Această acordare și retragere de alianțe au diminuat poziția lui Carol ca aliat de încredere. Reîntoarcerea la alianța cu Franța a dus la creșterea nepopularității lui Godoy în timp ce s-a consolidat partido fernandista, susținătorii Prințului Ferdinand, care înclina spre o relație strânsă cu Marea Britanie.

## Abdicarea
Când i s-a spus regelui Carol că fiul său Ferdinand a apelat la Napoleon împotriva ministrului său Godoy, el a stat de partea ministrului său. În 1808, la 19 martie, a abdicat în favoarea fiului său pentru a-și salva ministrul care fusese luat prizonier.
Ferdinand a urcat pe tron ca Ferdinand al al VII-lea însă nu avea încredere în Napoleon care avea 100.000 de soldați în Spania în acea vreme. Carol al IV-lea a devenit prizonier al lui Napoleon în Franța și, mai târziu, a revenit asupra abidicării sale și a abdicat la 5 mai 1808 în favoarea lui Napoleon. Napoleon l-a pus pe tronul Spaniei pe fratele său Joseph Bonaparte.
Carol a fost internat la castelul lui Talleyrand în Valençay. A acceptat o pensie de la împăratul Franței și și-a petrecut restul vieții între soția sa și Godoy.
În 1812, în cele din urmă s-a stabilit la Roma, la Palazzo Barberini.. Soția lui, fosta regină, a murit la 2 ianuarie 1819. El a murit, conform relatărilor, de disperare și inimă rea din cauza morții soției, la 20 ianuarie 1819.